# Николайчук, Борис Мартынович
Николайчук, Борис Мартынович (1924 года — 21 августа 1945 года) — командир расчета взвода противотанковых орудий 4/113 отдельной стрелковой бригады младший сержант.

## Подвиг и гибель
В районе Чертова моста штурмовая группа, которую возглавлял Борис Николайчук, встретила упорное сопротивление японцев. Младший сержант умело руководил орудийным расчетом. Прямой наводкой он подавил несколько вражеских огневых точек. Получив пулевое ранение в руку, а потом осколочное от японского гранатомета, продолжал командовать расчетом и пал смертью героя.

## Память
В честь него в 1946 году были переименованы село Икенохата и одноимённая платформа Сахалинского региона Дальневосточной железной дороги, также рядом с платформой установлен обелиск.